# Halușciînți, Pidvolociîsk
Halușciînți (în ucraineană Галущинці) este o comună în raionul Pidvolociîsk, regiunea Ternopil, Ucraina, formată numai din satul de reședință.

## Demografie
Componența lingvistică a comunei Halușciînți
     Ucraineană (97,5%)
     Polonă (1,91%)
     Alte limbi (0,29%)
Conform recensământului din 2001, majoritatea populației comunei Halușciînți era vorbitoare de ucraineană (97,5%), existând în minoritate și vorbitori de polonă (1,91%).